# Inga gereauana
Inga gereauana là một loài rau đậu thuộc họ Fabaceae.
Loài này chỉ có ở Peru.